# Liriomyza cracentis
Liriomyza cracentis (лат.) — вид мелких минирующих мух рода Liriomyza из семейства Agromyzidae (Diptera). Канада (Квебек).

## Описание
Мелкие минирующие мухи, длина крыла 1,4 мм. Взрослые мухи желтовато-коричневого цвета, с тонким корпусом и относительно большими прозрачными крыльями. Личинки, предположительно, как и у других видов своего рода, развиваются в листьях растений (минируют их). Близок к виду L. agrios, но у L. cracentis щетинки чёрные и жилки крыла коричневые (а не жёлтые как у L. agrios) и края калиптера серые (а не белые). Вид был впервые описан в 2017 году канадским диптерологом Оуэном Лонсдейлом (Owen Lonsdale, Agriculture and Agri-Food Canada, Оттава, Канада).